# Teixeira Duarte
Teixeira Duarte är ett av Portugals ledande byggföretag, med verksamhet även i Angola, Moçambique, Macau, Venezuela och Algeriet.
Företagets huvudkontor återfinns i Oeiras.
Teixeira Duarte är börsnoterad på Euronext Lisbon, och ingår i börsindex PSI-20.